# Vila Josefa Horáka (Lomnice nad Popelkou)
Vila Josefa Horáka (nebo také Bártova vila) je secesní vila v Lomnici nad Popelkou. Vila je zapsána jako kulturní památka.

## Historie
Josef Horák byl starším synem továrníka Josefa Horáka. Vilu si nechal postavit v jihovýchodním areálu rodinné továrny. Dům byl vyprojektován architekty Vojtěchem Piklem a Václavem Vejrychem. Postaven byl v letech 1911 až 1913 stavitelem Robertem Niklíčkem.
Potomci Josefa Horáka vilu prodali v roce 1932 lomnickému lékaři MUDr. Jaroslavu Bártovi. V 90. letech 20. století prošel dům kompletní obnovou. Mezi kulturní památky byla vila zapsána v roce 2007.

## Popis
Fasáda dvoupatrové secesní vily je umocněna měkce vystupujícími reliéfy umístěnými mezi okny. Střecha je valbová, rozčleněná zdobenými štíty s polovalbami a elipsovitými půdními okénky. Z vybavení interiéru se dochovalo velké množství věcí. Dům má centrální halu a reprezentační i soukromé podlaží. Komunikační prostory, hala a schodiště, jsou opatřeny dřevěným dekorovaným obkladem, v prostoru haly umocněny zdobeným zábradlím s reprezentativním dobovým osvětlovacím zařízením.